# Nate Archibald
Nathaniel „Tiny” Archibald (New York, 1948. szeptember 2. –) amerikai kosárlabdázó.
Tizennégy évet töltött a National Basketball Associationben (NBA), főleg a Cincinnati Royals / Kansas City–Omaha Kings és a Boston Celtics csapatában. 1991-ben beiktatták a Naismith Memorial Basketball Hall of Fame-be és a New York City Basketball Hall of Fame-be.
Archibald szívesen passzolt, középtávolról elfogadhatóan dobott. Ami azonban igazán megnehezítette a védők dolgát a nyílt játékban, az a gyorsasága, sebessége és kiszámíthatatlan mozgása volt – rendszeresen megverte védőit, amikor a gyűrű felé tört. Ez a sokoldalúság tette lehetővé, hogy Archibald az NBA történetében elsőként ugyanabban a szezonban (1972–73) vezette a ligát pontszerzésben és gólpasszokban is – amit rajta kívül mindössze egyetlen másik játékos ért el valaha.

## Statisztika

### NBA

#### Alapszakasz
| Év         | Csapat                  | JM  | KM  | JP/M  | MG%  | 3P%  | BD%  | LP/M | GP/M  | L/M | B/M | P/M   |
| ---------- | ----------------------- | --- | --- | ----- | ---- | ---- | ---- | ---- | ----- | --- | --- | ----- |
| 1970–1971  | Cincinnati Royals       | 82  | —   | 35,0  | .444 | —    | .757 | 3,0  | 5,5   | —   | —   | 16,0  |
| 1971–1972  | Cincinnati Royals       | 76  | —   | 43,1  | .486 | —    | .822 | 2,9  | 9,2   | —   | —   | 28,2  |
| 1972–1973  | Kansas City-Omaha Kings | 80  | —   | 46,0* | .488 | —    | .847 | 2,8  | 11,4* | —   | —   | 34,0* |
| 1973–1974  | Kansas City-Omaha Kings | 35  | —   | 36,3  | .451 | —    | .820 | 2,4  | 7,6   | 1,6 | 0,2 | 17,6  |
| 1974–1975  | Kansas City-Omaha Kings | 82  | —   | 39,6  | .456 | —    | .872 | 2,7  | 6,8   | 1,5 | 0,1 | 26,5  |
| 1975–1976  | Kansas City-Omaha Kings | 78  | —   | 40,8  | .453 | —    | .802 | 2,7  | 7,9   | 1,6 | 0,2 | 24,8  |
| 1976–1977  | New York Nets           | 34  | —   | 37,6  | .446 | —    | .785 | 2,4  | 7,5   | 1,7 | 0,3 | 20,5  |
| 1978–1979  | Boston Celtics          | 69  | —   | 24,1  | .452 | —    | .788 | 1,6  | 4,7   | 0,8 | 0,1 | 11,0  |
| 1979–1980  | Boston Celtics          | 80  | 80  | 35,8  | .482 | .222 | .830 | 2,5  | 8,4   | 1,3 | 0,1 | 14,1  |
| 1980–1981† | Boston Celtics          | 80  | 72  | 35,3  | .499 | .000 | .816 | 2,2  | 7,7   | 0,9 | 0,2 | 13,8  |
| 1981–1982  | Boston Celtics          | 68  | 51  | 31,9  | .472 | .375 | .747 | 1,7  | 8,0   | 0,8 | 0,0 | 12,6  |
| 1982–1983  | Boston Celtics          | 66  | 19  | 27,4  | .425 | .208 | .743 | 1,4  | 6,2   | 0,6 | 0,1 | 10,5  |
| 1983–1984  | Milwaukee Bucks         | 46  | 46  | 22,6  | .487 | .222 | .634 | 1,7  | 3,5   | 0,7 | 0,0 | 7,4   |
| Összesen   | Összesen                | 876 | 268 | 35,6  | .467 | .224 | .810 | 2,3  | 7,4   | 1,1 | 0,1 | 18,8  |
| All Star   | All Star                | 6   | 4   | 27,0  | .450 | —    | .833 | 3,0  | 6,7   | 1,8 | 0,2 | 12,3  |

#### Rájátszás
| Év       | Csapat                  | JM | KM | JP/M | MG%  | 3P%  | BD%  | LP/M | GP/M | L/M | B/M | P/M  |
| -------- | ----------------------- | -- | -- | ---- | ---- | ---- | ---- | ---- | ---- | --- | --- | ---- |
| 1975     | Kansas City-Omaha Kings | 6  | —  | 40,3 | .364 | —    | .814 | 1,8  | 5,3  | 0,7 | 0,0 | 20,2 |
| 1980     | Boston Celtics          | 9  | —  | 36,9 | .506 | .500 | .881 | 1,2  | 7,9  | 1,1 | 0,0 | 14,2 |
| 1981†    | Boston Celtics          | 17 | —  | 37,1 | .450 | .000 | .809 | 1,6  | 6,3  | 0,8 | 0,0 | 15,6 |
| 1982     | Boston Celtics          | 8  | —  | 34,6 | .429 | .000 | .893 | 2,1  | 6,5  | 0,6 | 0,3 | 10,6 |
| 1983     | Boston Celtics          | 7  | —  | 23,0 | .324 | .167 | .759 | 1,4  | 6,3  | 0,3 | 0,0 | 9,6  |
| Összesen | Összesen                | 47 | —  | 34,9 | .423 | .118 | .826 | 1,6  | 6,5  | 0,7 | 0,0 | 14,2 |

## Fordítás
Ez a szócikk részben vagy egészben  a   Nate Archibald című angol Wikipédia-szócikk ezen változatának fordításán alapul.  Az eredeti cikk szerkesztőit annak laptörténete sorolja fel. Ez a jelzés csupán a megfogalmazás eredetét és a szerzői jogokat jelzi, nem szolgál a cikkben szereplő információk forrásmegjelöléseként.